# María Teresa Fernández de la Vega

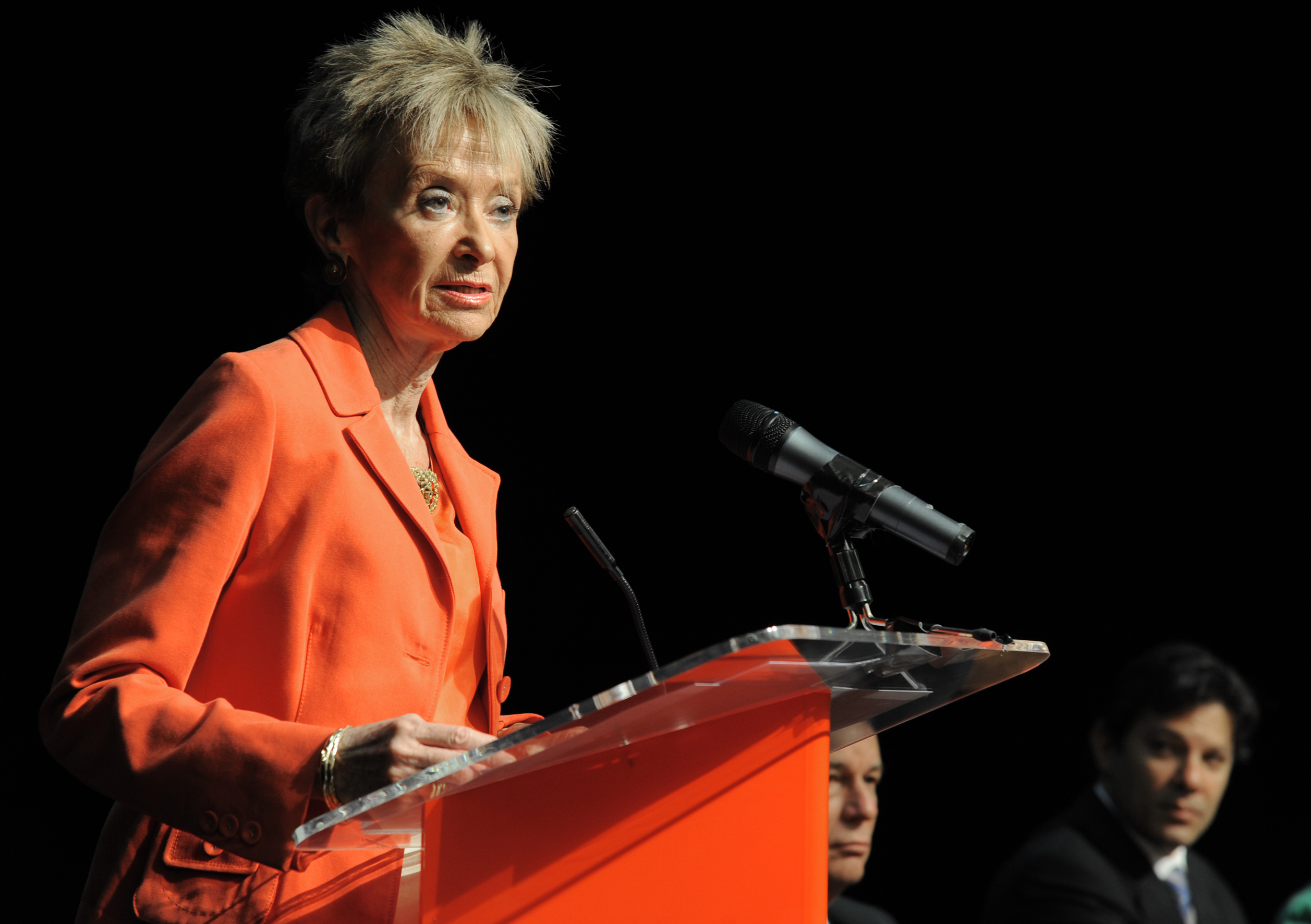
María Teresa Fernández de la Vega

María Teresa Fernández de la Vega Sanz (Valencia, 15 juni 1949) is een Spaanse politica. Zij is lid van de Partido Socialista Obrero Español, de Spaanse socialistische partij. Verscheidene keren is zij afgevaardigde geweest in het congres, en van 18 april 2004 tot 21 oktober 2010 was zij minister van het Presidentschap, en tevens vicepremier en woordvoerster van de regering van president Zapatero. In de functie van vicepremier en woordvoerster werd zij opgevolgd door Alfredo Pérez Rubalcaba. Sindsdien zetelt ze in de staatsraad. Voor die functie heeft ze ook het lidmaatschap van het congres op moeten zeggen. 
Ze studeerde rechten aan de Complutense Universiteit van Madrid, waar zij begin jaren zeventig afstudeerde. Tevens studeerde zij communautair recht aan de Universiteit van Straatsburg.
- Biblioteca Nacional de España: XX924128
- Catàleg d'autoritats de noms i títols de Catalunya: 981058529291206706
- Gemeinsame Normdatei: 1120529484
- International Standard Name Identifier: 0000 0001 0941 5884
- Library of Congress Control Number: n2014026849
- Réseau des bibliothèques de Suisse occidentale: 02-A003238662
- Virtual International Authority File: 133200198
- WorldCat: E39PBJdCvwGXbCHJvjwGJmH3cP